# 泰罗·皮特凯迈基
泰罗·皮特凯迈基（芬蘭語：Tero Pitkämäki，1982年12月19日—），芬兰男子田径运动员。他曾代表芬兰参加2004年、2008年、2012年和2016年夏季奥林匹克运动会田径比赛，获得一枚铜牌。